# Шеды
Ше́ды (бел. Шэды) — деревня в составе Овсянковского сельсовета Горецкого района Могилёвской области Республики Беларусь.

## История
Упоминается в 1643 году как деревня с мельницей в Басейском войтовстве Шкловской волости в Оршанском повете Великого Княжества Литовского.

## Население
- 1999 год — 83 человека
- 2010 год — 63 человека